# 舞鶴かまぼこ
舞鶴かまぼこ（まいづるかまぼこ）は、京都府舞鶴市で製造・販売されている蒲鉾のブランド。2006年10月27日には地域団体商標制度（地域ブランド）の認定第一弾として認定された。

## 概要
舞鶴かまぼこは近畿北部の海の玄関口である舞鶴港を擁する舞鶴市の名産品で、最上級のすり身（グチ・スケトウダラ等）を使用し、舞鶴ならではの伝統的な手法が生み出す奥深い旨味とシコシコとした弾力ある歯ごたえが魅力の蒲鉾。贈答品として大変人気がある。